# Нещото на прага
Нещото на прага е разказ, написан от Хауърд Лъвкрафт през август 1933 година. Публикуван за първи път в списанието „Weird Tales“ през януари 1937 година. Разказът е част от „Митът за Ктхулу“.
В България, разказът е публикуван през 2002, като част от сборника „Шепнещият в тъмнината“, на издателство Орфия.
 Внимание:  Текстът по-долу разкрива сюжета на произведението (или части от него)!

## I
Даниел Ъптон разказва за своя приятел.

## II
Ъптон разказва за Ейзенат Уейт-жената на неговия приятел, дошла от Инсмут.

## III
Ъптон разказва за странното поведение на своя приятел.

## IV
Ъптон взима своя приятел с колата и разбира, че Ейзенат прави ужасни опити с неговия приятел.

## VI
Ъптон разказва за напускането на Ейзенат и за постъпването на неговия приятел в санаториум.

## VII
Разкривайки ужасната тайна, Ъмптон убива своя приятел.

## Герои
Ейзенат Уейт е дъщеря на Ефраим Уейт (зловещ старец, извършвал ужасни обреди, докато е бил жив) и произлиза от град Инсмут. Тя се жени за Едуард Дерби, приятел на Даниел Ъптон и се премества да живее заедно с него. По-късно се разбира, че тя има магически способности и може да контролира тялото на Дерби. След обширно разследвано от страна на Ъмптон, той разбира, че тя всъщност не е Ейзенат, а баща ѝ – Ефраим, който погълнал душата ѝ и се настанил в тялото ѝ. По късно тя е застреляна от Умптон, приела образа на Дерби.